# Вулиця Кирпичова
Ву́лиця Кирпичо́ва — вулиця в Київському районі міста Харкова, Україна. Пролягає від  вулиці Мистецтв до вулиці Дмитра Багалія.
Названа на честь російського вченого, засновника та першого ректора Харківського технологічного інституту та Київського політехнічного інституту, Віктора Кирпичова.

## Опис
Починається від вулиці Мистецтв, прямує на північний схід, на перетині з вулицею Дмитра Багалія переходить у Політехнічну вулицю. На вулиці розміщені корпуси Національного технічного університету «Харківський політехнічний інститут», ДНЗ № 395.
18 листопада 2015 року на початку вулиці, на території Національного технічного університету, відкрито єдиний в Україні пам'ятник першому інженеру. Вважають, що пам'ятку присвячено першому ректорові Вікторові Львовичу Кирпичову, за словами ж авторів проєкту, пам'ятник присвячено всім інженерам минулого, сучасности і майбутнього. Скульптуру, висотою 6 м, в ширину та довжину — по 4 м, виконано з міді, бронзи й граніту. Автором композиції став харківський художник та скульптор Сейфаддін Гурбанов.

## Історія
Утворена в 2015 році з частин вулиць Червонопрапорної (нині Мистецтв) і Фрунзе (нині Багалія) відповідно до рішення Харківської міської ради № 12/15 «Про перейменування об'єктів топоніміки міста Харкова», внаслідок виконання вимог декомунізаційного законодавства. До складу вулиці включено будинки № 21 і 22 вулиці Фрунзе та будинки № 16, 17-А і 21 Червонопрапорної вулиці.